# Warszawski Szpital dla Dzieci

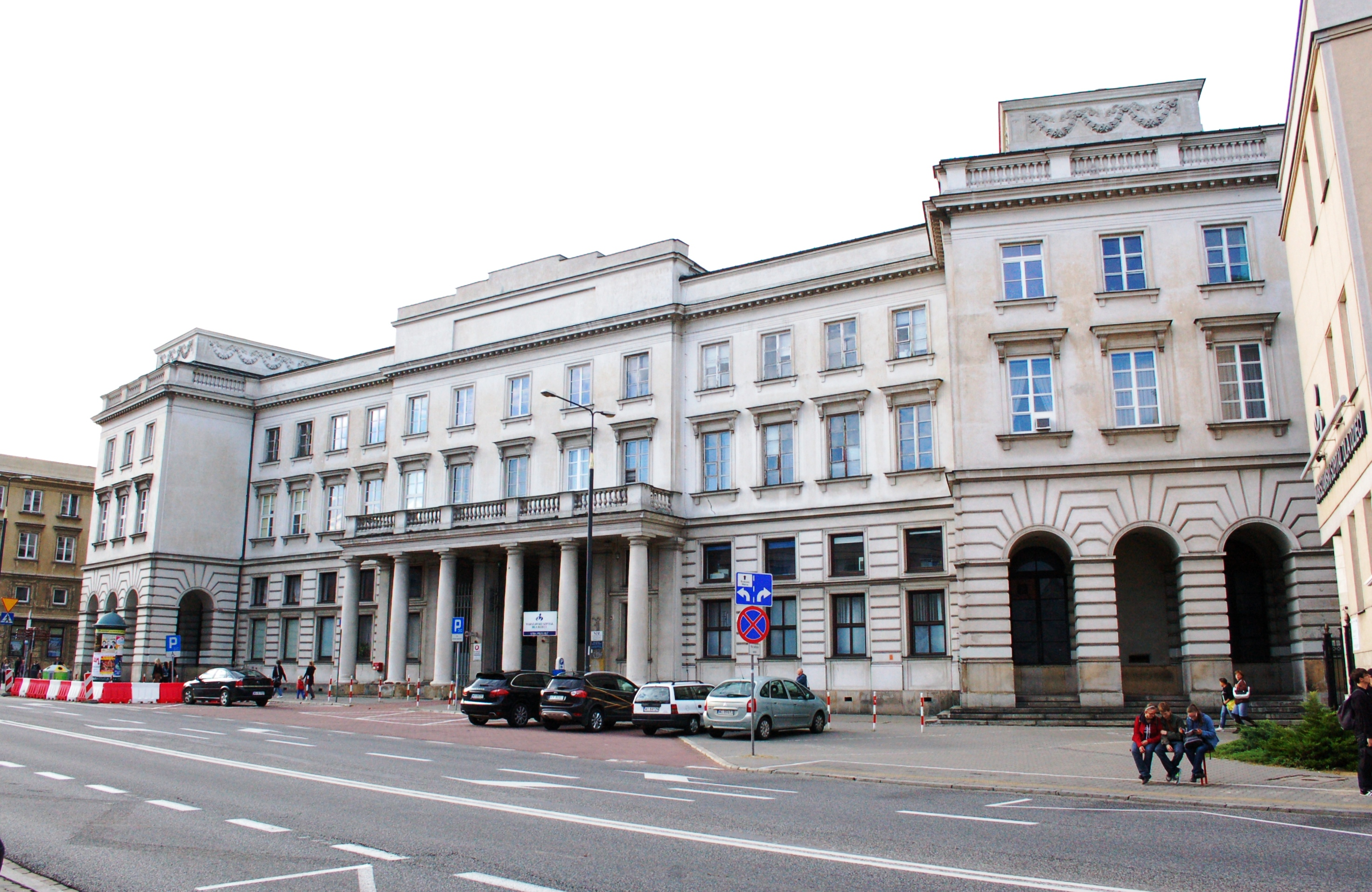
Haupteingang an der ul. Swiętokrzyska

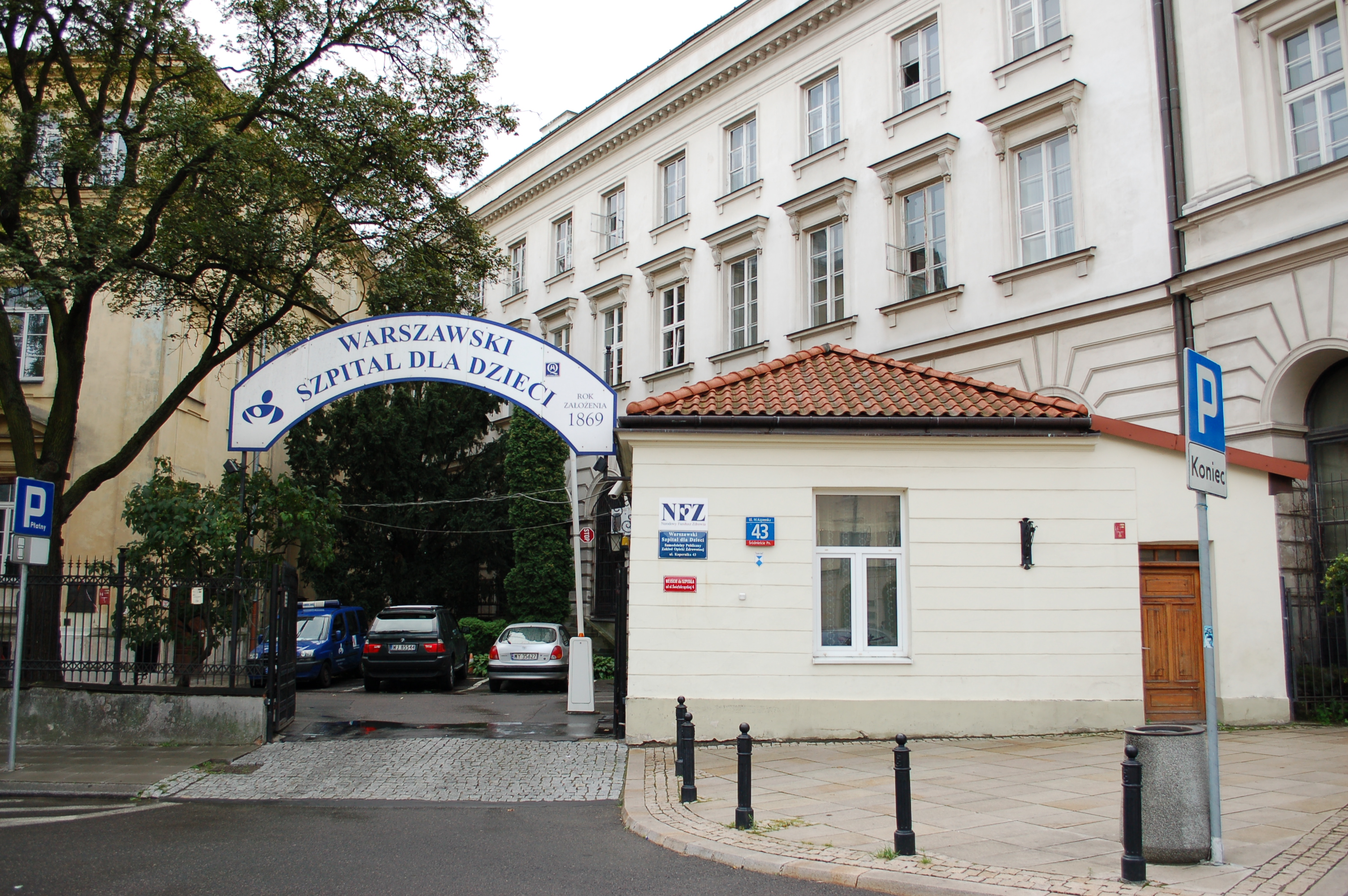
Rückwärtiger Eingang an der ul. Mikołaja Kopernika

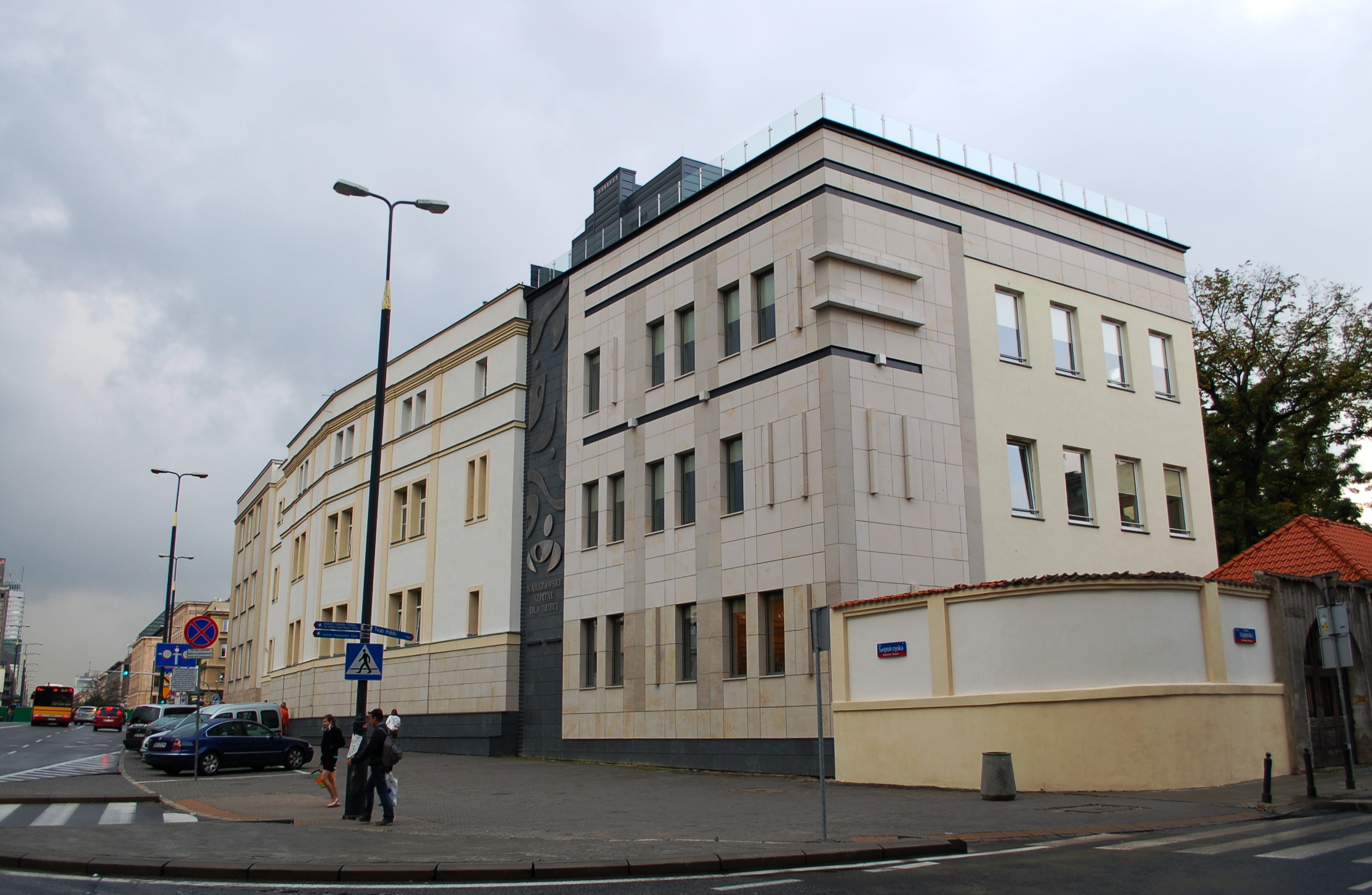
Neubau an der ul. Swiętokrzyska

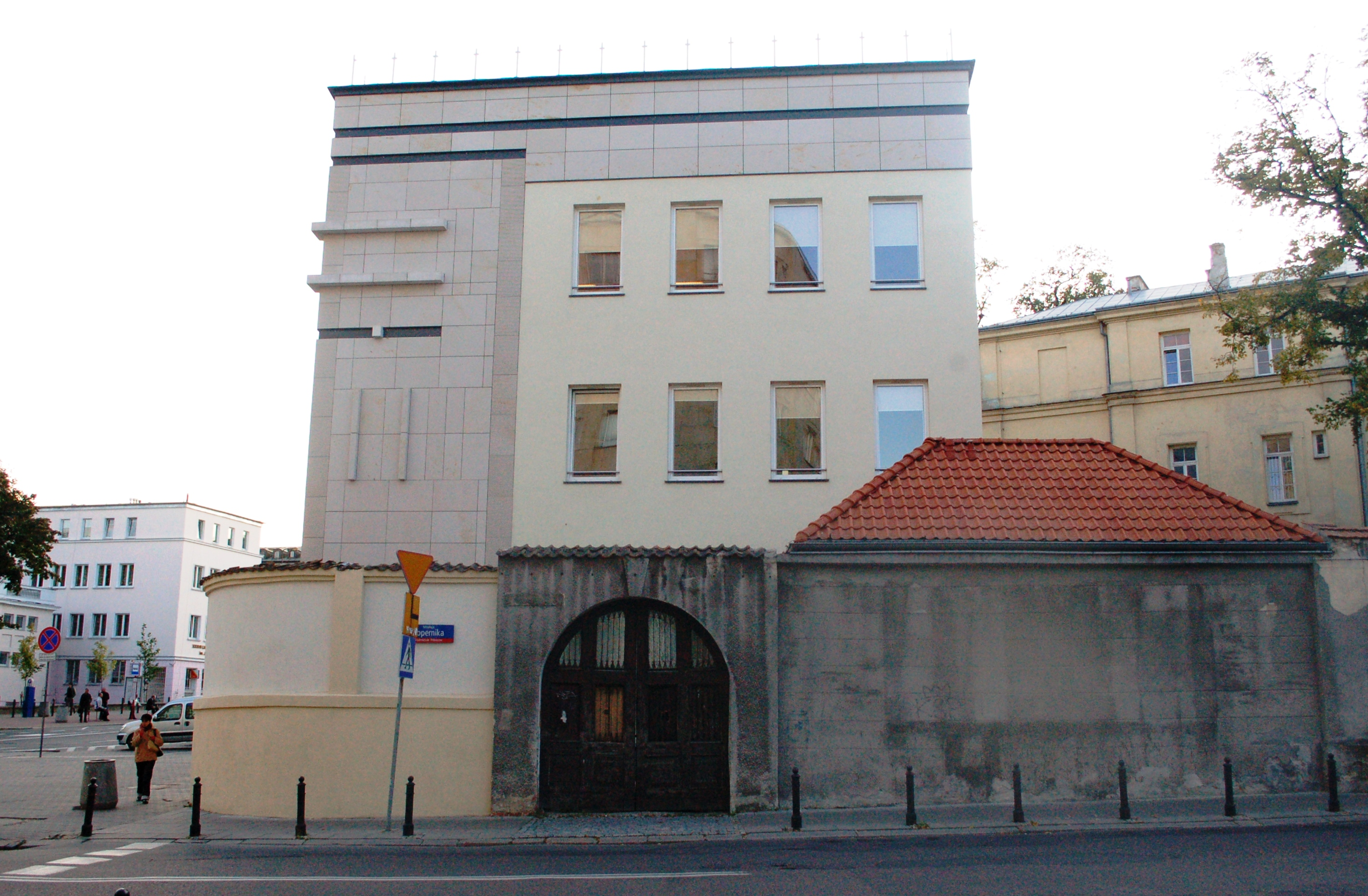
Seitenansicht von der ul. Mikołaja Kopernika

Das Warszawski Szpital dla Dzieci SPZOZ (deutsch Warschauer Krankenhaus für Kinder) ist ein Kinderkrankenhaus im Warschauer Innenstadtdistrikt. Es wurde 1869 an anderer Stelle gegründet und ist damit das älteste Kinderkrankenhaus Polens.  Die Krankenhausgebäude liegen heute zwischen dem historischen Staszic-Palast, der ul. Swiętokrzyska und der ul. Mikołaja Kopernika. Die Anschrift lautet ul. Kopernika 43.

## Geschichte
Das Vorgängerinstitut (Zakład prywatny leczniczy dla dzieci dr. Sikorskiego) des heutigen Krankenhauses wurde 1869 in der ul. Solna in Warschau im damals auch als Weichselland bezeichneten Königreich Polen eingerichtet. Die Klinik wurde von Antoni Sikorski geleitet und versorgte zunächst Kinder, die an Masern, Pocken oder Scharlach erkrankt waren. Trotz Erschwernissen seitens der russischen Behörden konnten in den Folgejahren mithilfe einer Stiftung (Stowarzyszenie Opieki dla Warszawskiego Szpitala dla Dzieci) Mittel für einen Neubau gesammelt werden. Dieser Neubau entstand auf dem Grundstück des Słuszka-Palastes (Pałac Słuszków), von dessen Bausubstanz Gebäudeteile in das neue Gebäudeensemble einbezogen, andere im Laufe der Jahre (bis 1945) abgerissen wurden. Besonders wichtige Förderer waren die Prinzessin Aleksandra Potocka (1818–1892; aus der Magnatenfamilie der Potocki, Herrin auf Wilanów) und der Bankier Leopold Kronenberg, daneben der Unternehmer Wilhelm Rau (1825–1899; Gründer von Lilpop, Rau i Loewenstein) sowie Johann von Bloch, Gabriela Wrotnowska, Ambroży Zborowski und Mathias Bersohn (1824–1908). Am 18. November 1875 wurde das neue Gebäude mit 79 Betten in der damaligen ul. Aleksandrii (seit 1907: ul Kopernika) bezogen.
1884 wurde ein separater Flügel für die Behandlung von Infektionskranken errichtet, er verfügte über 20 Betten und zwei Behandlungssäle. Seit 1934 ist auch die Behandlung von Säuglingen möglich. Im selben Jahr wurde auch erstmals ein Röntgengerät eingesetzt; das Krankenhaus verfügte nach Erweiterungen über 200 Betten. Während des Warschauer Aufstandes im Zweiten Weltkrieg wurde das Institut zur Behandlung von verwundeten Aufständischen genutzt. 1945 wurde es als Miejski Szpital Dziecięcy nr 1 wieder der Nutzung als Kinderkrankenhaus zugeführt. Ab 1995 kam es zu Investitionen in neue Gebäudeteile und Sanierungen der einzelnen Abteilungen. Im Jahr 2013 begann der Neubau eines weiteren Flügels. Das Krankenhaus verfügt über Abteilungen für Pädiatrie, Chirurgie, Orthopädie sowie Rehabilitation. Seit dem Jahr 2009 leitet Izabela Marcewicz-Jendrysik das Institut.